# 야나기와라 스케아키라
야나기와라 스케아키라 (일본어: 柳原 資明 やなぎわら すけあきら[*], 에이닌 5년 (1297년) - 분나 2년/쇼헤이 8년 7월 27일 (1353년 8월 26일))는 가마쿠라 시대 후기부터 난보쿠초 시대에 걸쳐 살은 공경이다. 후지와라 북가 마나츠류 히노가, 곤다이나곤 히노 토시미츠의 4남이다. 관위는 정2위 곤다이나곤이다. "야나기와라도노"라고 불리는 저택에서 살았기 때문에, 야나기와라를 가명으로 삼았다. 야나기와라가의 시조이다.

## 생애
쇼안 3년 (1301년)에 종5위하에 서임되어, 분포 원년 (1317년)에 하나조노 천황의 쿠로우도로 임명된 이후에는, 오로지 지묘인통의 천황과 상황을 섬겼다. 후에는 우다이벤, 사다이벤, 참의를 역임한 후, 고곤 천황 치세에 정3위 곤츄나곤까지 올랐으나, 가마쿠라 막부 멸망 후, 고다이고 천황의 겐무 신정에 의해 승진 인사가 무효화되자 격렬하게 반대했다.
아시카가 타카우지에 의해 고묘 천황이 옹립되고, 고곤 상황의 인세이가 개시되자, 다시 곤츄나곤에 임명되었고, 이후 북조의 유능한 실무 관료로 활약하였다. 겐무 4년/엔겐 2년 (1337년)에 곤다이나곤에 올랐다. 조와 2년/쇼헤이 원년 (1346년)에 일단 은퇴하였으나, 2년 후에는 고묘 상황의, 그리고는 간노의 소란 이후에는 스코 상황의 벳토를 맡았다.
분나 2년/쇼헤이 8년 (1353년) 7월 27일에 사망했다. 사인은 이질이라고 전해진다.

## 계보
- 아버지 : 히노 토시미츠
- 어머니 : 산미노츠보네 (카메야마인의 뇨보)
- 아내 : 미나모토노 야스요의 딸
- 생모 미상의 자녀
  - 아들 : 야나기와라 무네미츠
  - 아들 : 무샤노코지 노리미츠 - 무샤노코지가 시조
  - 아들 : 츠치미카도 야스미츠 - 츠치미카도가 시조
  - 아들 : 야나기와라 타다미츠 - 야나기와라가 2대
  - 아들 : 코자이(光済)

## 참고문헌
- 《헤이세이신수구화족가계대성(平成新修旧華族家系大成)：하권》. 카스미카이칸 편. 요시카와 홍문관. 1996.

| 전임 (히노 토시미츠) | 제1대 야나기와라가 | 후임 야나기와라 타다미츠 |